# Paus Urbanus V
Urbanus V, geboren als Guillaume de Grimoard (Grisac, rond 1310 - Avignon, 19 december 1370) was paus van 28 september 1362 tot aan zijn overlijden in 1370.
Grimoard was een benedictijn. Hij was prior van de abdij van Chirac en pauselijk legaat in Napels, abt van de Abdij van Saint Germaine van Auxerre in Auxerre en de Abdij van Sint-Victor in Marseille. Paus Urbanus resideerde in Avignon tijdens de Babylonische ballingschap der pausen (1309-1376). In 1367 ging de paus terug naar Rome, daartoe overgehaald door Birgitta van Zweden, Petrarca en keizer Karel IV maar na drie jaar keerde hij terug naar Avignon.
Hoewel hij zelf geen kardinaal was bij zijn pausverkiezing, benoemde hij onder meer zijn broer Angelic de Grimoard en de neef van paus Clemens VI tot kardinaal.
Hij stichtte de universiteiten van Krakau, Wenen en Orléans. Tijdens zijn bestuur werd de kloosterorde van de birgittinessen, opgericht door Birgitta van Zweden, bevestigd.
Urbanus V stierf in 1370 na een korte ziekte. Paus Pius IX verklaarde Urbanus V in 1870 zalig.
Cursief: tegenpaus